# 北山村 (广州市)
北山村（广州话拼音：bak1 saan1 cyun1），是广州市海珠区新滘镇中東部的一條村，三面環山，東邊与仑头接壤，北邊對涌与琶洲岛相望（北山涌經羅田圍流入黃埔涌）。全村分舊屋、新屋兩個片，有北山、龍吟、青雲三條里巷。民國時期屬番禺縣茭塘司顯東鎮局。1949年之後，与西北邊的赤沙村共同构成了赤山地區。现时，北山村屬官洲街道，该村每年端午节时有赛龙舟的习俗。

## 北山開村
明朝，王氏家族遷入，北山正式開村。後來，嚴氏跟提倡“明德重教”嘅莫氏都迁入这里。北山莫氏是狀元莫宣卿的后人。

## 古蹟

### 廟
- 天后宮
- 玉虛宮

### 祠
- 德昭莫公祠（敦倫堂）
- 玄輝莫公祠
- 玄璋莫公祠
- 錦堂莫公祠

### 鄉約
- 北山鄉約

### 門樓
- 龍吟門樓
- 青雲門樓

### 民居
- 十八級舊屋
- 龍吟大街青磚民居
- 青雲大街青磚民居

### 古井
- 十八級井
- 紅砂井
- 大井頭